# May Who?
May Who? (タイ語: เมย์ไหน..ไฟแรงเฟร่อ; RTGS: Me Nai Fai Raeng Froe; タイ語発音: [meː˧ näj˩˩˦ fäj˧ rɛːŋ˧ frɤː˥˩](タイ語ラオ語IPAについて)) は2015年公開のタイ映画である。主演はスタッター・ウドムシン、 Thiti Mahayotaruk および Thanapob Leeratanakajorn。映画は、GMM Tai Hub によって製作、配給され、2015年10月1日にタイで公開された。

## あらすじ
日本語に関する授業があり日本人美術教師もいる"タイ-日本 ディンデン学校"(タイ語: โรงเรียนไทย-ญี่ปุ่น ดินแดง)。そこに通うポン (ティティ・マハーヨーターラック) は、絵を描くことが好きな、スクールカーストの最下層に位置する高校生である。彼は日々ストーリー漫画を描くことに没頭していた。その内容は彼が現実世界で恋しているミン(Narikun Ketprapakorn)を女性主人公とし、自分自身がそこでヒーローとして活躍するものであった。ある日、彼はマンガを描いたノートを誤って先生に提出してしまう。そのノートをメイナイ（スタッター・ウドムシン）が見つける。メイナイはそのノートをミンを含む自分のクラスメイトに手渡そうとする。ポンはノートを取り返そうとするが失敗し、ミンのパンチラを目撃した実体験を大げさに脚色して描いたそのマンガをミンをはじめみんなに見られてしまう。ポンはメイナイに抗議するが、謎の電撃で吹き飛ばされる。メイナイもやはりスクールカースト最下層の高校生であるが、実は脈拍が一定の数値以上に上がると放電をする力を持っていた。自ら運動して脈拍を上げたときだけでなく、疲れた時、びっくりした時、異性にドキドキした際にも発動してしまうその力はメイナイには制御することが難しく、力に起因するトラブルが起きるたびにメイナイは転校していた。そのためこのトラブルでもメイナイは転校するつもりでいたが、ポンは秘密を守るとメイナイに約束し、メイナイは転校を取りやめ、2人は友達になる。その後、ポンはメイナイに告白するよう励ます。告白の相手であるフェーム（タナポップ・リーラッタナカジョーン）はポンがスーパーサイヤ人と例える万能の有名人で学園の人気者だったが、メイナイは彼を感電させてしまうことを恐れ、告白する勇気を持てなかった。ただ、彼女はほとんど知らなかったのだが、フェームのほうはそれなりにメイナイに好意を抱いていた。彼はメイナイをクラス対抗の陸上競技（リレー）のメンバーに招待し、ポンの後押しもあってメイナイはそれを了承する。また、メイナイはポンがそれまで描いていたマンガを読み、ミンへの気持ちが単なる下心でないことを理解し、ポンがミンに好意を持たれるよう、ポンに協力してあれこれ手伝うが、ミンへの告白は失敗に終わる。しかしその過程で、ポンは徐々にメイナイへ好意を持つようになり、描いているマンガの主人公もミンからメイナイへと変わっていった。 フェームとメイナイが仲良くなっていくのを見て、ポンは自分の気持ちを諦めて2人を応援しようと思いかけるが、自分の運命を変えようと決める。そして彼女のためにフェームに一方的に勝負を挑む。それは勝負以前の結果に終わるが、フェームはメイナイの気持ちがポンの方に向いていることを指摘する。メイナイも、自分の能力というより欠点に近い力に耐えてポンが付き合ってくれていたことに気が付き、フェームではなくポンを選ぶ。

## キャスト

### メインキャスト
- スタッター・ウドムシン(สุทัตตา อุดมศิลป์) : メイナイ
- ティティ・マハーヨーターラック}(ธิติ มหาโยธารักษ์) : ポン
- タナポップ・リーラッタナカジョーン (ธนภพ ลีรัตนขจร) : フェーム

### その他の配役
- ナリクン・ゲートプラパコーン（英語版） : ミン
- Kanyawee Songmuang (กัญญาวีร์ สองเมือง) : チアリーダーのメイ (チアリーダー No.6)
- นฤภรกมล ฉายแสง : チアリーダー No.5
- ชิมาร่า บาร์เด้น : チアリーダー No.4
- กษิรา พรนภดล : チアリーダー No.3
- ปัญสิกรณ์ ติยากร : チアリーダー No.2
- ณิชาพัชร์ จารุรัตนวารี : チアリーダー No.1
- ศรุดา เกียรติวราวุธ : レズビアンのメイ (メイ・ペン)
- ณัฐธยาน์ องค์ศรีตระกูล : 幼い頃のメイナイ

## 製作
題名のเมย์ไหน (英訳: May Who?)は、タイでよく使われる表現から来ている。メイという名はタイでは最もありふれた女子の名前である。そのためタイの人々はどのメイのことを話しているのかわからなくなった際、「どのメイ?(タイ語: เมย์ไหน)」と聞くのである。 この映画には10分ほどのアニメーションパートがあり、この製作の遅れのため、公開日は予定よりも5ヶ月遅れた。 実際に公開されたのは2015年10月1日で、元々GTHの次回作として予定されていたFreelanceよりも1ヶ月弱遅れの公開となった。
May Who? はChayanop Boonprakob監督の、初作品にして成功作であるSuckSeed (2011年)以来の復帰作である。 SuckSeedがBoonprakob監督の音楽に対する愛から来るものであるなら、May Who? は彼のマンガとアニメへの情熱からインスパイアされたものと言える。 実際、この映画の展開はBoonprakob監督の10代の出来事をもとにしている。 彼は言う: "私も日記にストーリー漫画を描いていた、特に私が誰かに恋している時には。その頃はカメラを持っていなかったから彼女の写真も撮れなかったし、Facebookもなかったから彼女の生活を覗き込むこともできなかった……。その僕の経験がポンというキャラクターを生み出すきっかけになった。" ティーンエージャーが満たされない気持ちから他人と自分を比べてしまうことにコメントして : "ポンには自信が欠けていて、学校では何者にもなれないが、彼を取り巻く人々の気持ちには敏感だ。それが彼の描くイラストの繊細さにつながっているし、私はそれがポンの魅力だと思う。" と述べた。彼はまたハリウッドのスーパーヒーローのイメージを、タイの文化と映画予算の中でうまくはめこんだ。
GTHの Hormones: The Seriesの成功を受けて、Boonprakob はこの映画の配役を同ドラマの俳優から選んだ。 当初監督はSutatta Udomsilpのみが候補だったが、最終的には他の配役も同様になった。彼は述べている:"ドラマシリーズの雰囲気が映画に影響しないよう、新しい俳優を選ぼうとしたのだが、みんながあまりにも私の考えるキャラクターに対して完璧だった……そしてThitiはいじめられっ子をやらされていても幸福に感じるタイプの人間だった" 関連して、絵を描くことが好きなポンという役を演じたThiti Mahayotarukは、この映画がデビュー作となる。初映画のうえ、配役上絵がうまい演技を見せなければならないため、彼には重圧がのしかかった。彼は言っている: "絵を描くのは好きなのですが、別にうまくはないのです。 僕にとってこのキャラクターを上手く描くために、ドローイングのワークショップに通いました。" 最終的に、彼はこの映画の撮影現場を楽しいと考えていて、特にスタッフと共演者が自分をもり立ててくれたことがその理由だとしている。

## 宣伝
฿80,000,000 (約 $2,241,433)を興行収入の目標として、May Who? の俳優とスタッフは各所でプロモーションを行った。 それらの会場は例えばサイアム・パラゴンショッピングモールであり セントラルワールドショッピングプラザである。 スタッター・ウドムシンはこの頃、日本の地下鉄で撮影した"車内で踊るインスタ動画"が騒動になって炎上しており、このプロモーションへの参加を自粛した。彼女が参加したのは公開から6日後、10月7日になってからのことだった。

### マルチメディア展開
May Nai Fai Rang Frer  (เมย์ไหน ไฟแรงเฟร่อ – ฉบับการ์ตูน) は รุจา กลิ่นเกษร と ณัฐพรรณ ส่งไพศาล によってコミカライズされ、GTHの協力企業であるSiam Inter Comicsから出版された コミックでは、主役キャラクターの個々の側面について脚光を当てたもので、映画の公開前に発売された。 監督によれば「コミックはポンの人生の前日譚にあたる」とのこと。

## 音楽
以下の曲が May Who? では使われている
- "ไหน ไหน" by แก๊งดาวหกแฉก
- "แค่เธอคนเดียว" by Kornpob Janjarearn (originally "เอกรักจอย" by The Ginkx)
- "ป๋อง" by Thiti Mahayotaruk
- "วิมานดิน" by Nantida Kaewbuasai
- "สบาย สบาย" by Thongchai McIntyre
- "อาบน้ำ" by Thongchai McIntyre
- "เจ้าสาวที่กลัวฝน" by Rewat Buddhinan
- "Polka-dot" 作詞:浪川祐輔
- "Battery Boy Battery Girl" 作詞:浪川祐輔

## 反応

### 興行成績
映画は好意的に評論され、興行成績は成功したと受け止められた。 公開初週の週末には$605,708 (฿21,618,627.08)の興行収入となった。公開終了まで、May Who? は国内で200万ドル、海外で19万7千ドルを稼ぎ出し、全世界合計でおよそ220万ドルの成績を残した。 出演者とスタッフは10月9日に記念式典を開き、興行成績の好調を祝い、ファンへの感謝を述べた。

### 批評家の反応
Siam Zoneでは14レビューがあり、10点満点中7.79点を獲得し、 概ね好評であることを示した。  Sanook!では、5点満点中3.5点を獲得し、俳優の表情に一貫性がないが、コメディ的なタイミングには高評価がされた。映画内で明るい色調でアニメーションが使われたことにもSanook!では興味を持たれた。しかしながら、エリート高校内でのスクールカースト最下層の問題について関心が薄いのは残念だともされた。

## 日本での上映
この映画は、2018年5月現在まで一般上映、もしくは日本語版DVD等の販売やレンタル等はされていないが、以下の映画祭等での上映が行われている。
第8回沖縄国際映画祭
2016年4月24日(日) 13:00より、桜坂劇場ホールBで上映。

## 評価
| Year | Award-Giving Body                         | Category                           | Recipient                                                                            | Result     |
| ---- | ----------------------------------------- | ---------------------------------- | ------------------------------------------------------------------------------------ | ---------- |
| 2015 | Daradaily The Great Awards 5              | Celebrity Film Actress of the Year | Sutatta Udomsilp                                                                     | 受賞       |
| 2015 | Bioscope Awards 2015                      | Performance of the Year            | Thiti Mahayotaruk                                                                    | 受賞       |
| 2016 | Thailand National Film Association Awards | Best Actor                         | Thiti "Bank" Mahayotaruk                                                             | ノミネート |
| 2016 | Thailand National Film Association Awards | Best Actress                       | Sutatta Udomsilp                                                                     | ノミネート |
| 2016 | Thailand National Film Association Awards | Best Supporting Actor              | Thanapob Leeratanakajorn                                                             | ノミネート |
| 2016 | Thailand National Film Association Awards | Best Supporting Actress            | Narikun Ketprapakorn                                                                 | ノミネート |
| 2016 | Thailand National Film Association Awards | Best Director                      | Chayanop Boonprakob                                                                  | ノミネート |
| 2016 | Thailand National Film Association Awards | Best Screenplay                    | Chayanop Boonprakob, Vasuthorn Piyarom, Nottapon Boonprakob, Thodsapon Thiptinnakorn | ノミネート |
| 2016 | Thailand National Film Association Awards | Best Art Direction                 | Arkadech Keawkotr                                                                    | ノミネート |
| 2016 | Thailand National Film Association Awards | Best Costume Design                | Suthee Muenwaja                                                                      | ノミネート |
| 2016 | Thailand National Film Association Awards | Best Sound                         | Kantana Sound Lab                                                                    | ノミネート |
| 2016 | Thailand National Film Association Awards | Best Editing                       | Panayu Kunvanlee                                                                     | ノミネート |
| 2016 | Thailand National Film Association Awards | Best Visual Effects                |                                                                                      | ノミネート |
| 2016 | Thailand National Film Association Awards | Best Original Song                 | "Nhai Nhai"                                                                          | ノミネート |
| 2016 | Thailand National Film Association Awards | Best Score                         | Hualampong Riddim                                                                    | ノミネート |
| 2016 | Thai Film Director Association Awards     | Best Picture                       | May Who?                                                                             | ノミネート |
| 2016 | Thai Film Director Association Awards     | Best Director/Cinematography       | Chayanop Boonprakob                                                                  | ノミネート |
| 2016 | Thai Film Director Association Awards     | Best Female Lead                   | Sutatta Udomsilp                                                                     | 受賞       |
| 2016 | Thai Film Director Association Awards     | Best Supporting Actor              | Thanapob Leeratanakajorn                                                             | 受賞       |
| 2016 | Thai Film Director Association Awards     | Best Supporting Actress            | Narikun Ketprapakorn                                                                 | ノミネート |
| 2016 | Bangkok Critics Assembly Awards           | Best Actor                         | Thiti Mahayotaruk                                                                    | ノミネート |
| 2016 | Bangkok Critics Assembly Awards           | Best Actress                       | Sutatta Udomsilp                                                                     | ノミネート |
| 2016 | Bangkok Critics Assembly Awards           | Best Supporting Actor              | Thanapob Leeratanakajorn                                                             | ノミネート |
| 2016 | Bangkok Critics Assembly Awards           | Best Supporting Actress            | Narikun Ketprapakorn                                                                 | ノミネート |
| 2016 | Bangkok Critics Assembly Awards           | Best Screenplay                    | Chayanop Boonprakob, Vasuthorn Piyarom, Nottapon Boonprakob, Thodsapon Thiptinnakorn | ノミネート |
| 2016 | Bangkok Critics Assembly Awards           | ลำดับภาพยอดเยี่ยม                     | โดย ปนายุ คุณวัลลี                                                                       | ノミネート |
| 2016 | Bangkok Critics Assembly Awards           | ดนตรีประกอบยอดเยี่ยม                  | โดย หัวลำโพงริดดิม และ วิชญ วัฒนศัพท์                                                       | ノミネート |